# Liste des maires de La Grande-Motte
La liste des maires de La Grande-Motte présente la liste des maires de la commune française de La Grande-Motte, située dans le département de l'Hérault en région Occitanie.
La commune est fondée en 1974, le territoire communal est géré précédemment par les maires de la commune de Mauguio.

## Liste des maires
| Période         | Période                         | Identité            | Étiquette      | Qualité |
| --------------- | ------------------------------- | ------------------- | -------------- | --- |
| 27 octobre 1974 | 12 mai 1993                     | René Couveinhes     | UDR puis RPR   | Député de l'Hérault (1re circ.) (1968 → 1973) Député de l'Hérault (1986 → 1988) Député de l'Hérault (3e circ.) (1988 → 1997) Conseiller général de Montpellier-III (1973 → 1989) Conseiller régional de Languedoc-Roussillon (1986 → 1998) 1er vice-président du conseil régional (1986 → 1998) Démissionnaire |
| 12 mai 1993     | juin 1995                       | Philippe Couveinhes | RPR            | Ancien directeur de cabinet Conseiller général de Montpellier-III (1992 → 1998) |
| juin 1995       | janvier 1999                    | Serge Durand        | DVD (app. RPR) | Notaire Réélu en 1996 lors d'une élection municipale partielle |
| janvier 1999    | 21 mars 2008                    | Henri Dunoyer       | RPR puis UMP   | Ancien premier adjoint Élu à la suite d'une élection municipale partielle |
| 21 mars 2008    | En cours (au 28 septembre 2021) | Stéphan Rossignol,  | UMP puis LR    | Permanent politique Conseiller régional d'Occitanie (2015 → ) Président de la CA du Pays de l'Or (2014 → ) |